# Distretto di Körmend
Il distretto di Körmend (in ungherese Körmendi járás) è un distretto dell'Ungheria, situato nella provincia di Vas.